# Monochamus alboapicalis
Monochamus alboapicalis är en skalbaggsart som först beskrevs av Maurice Pic 1934.  Monochamus alboapicalis ingår i släktet Monochamus och familjen långhorningar.
Artens utbredningsområde är Laos. Inga underarter finns listade i Catalogue of Life.